# جی. هانس دی. جنسن
دانیل یوهانس هانس جنسن (به آلمانی: Johannes Hans Daniel Jensen) (زاده ۲۵ ژوئن ۱۹۰۷ در هامبورگ – درگذشته ۱۱ فوریه ۱۹۷۳ در هایدلبرگ) فیزیک‌دان هسته‌ای آلمانی بود.
او در سال ۱۹۶۳ به همراه ماریا ژئوپرت مایر برای تحقیق بر روی ساختار پوسته‌ای هسته موفق به دریافت جایزه نوبل در فیزیک شد.